# Vicente Nicolau de Mesquita
Vicente Nicolau de Mesquita CvA • ComA • MPVM • CvNSC • MOCE (Macau, 9 de Julho de 1818 – Macau, 20 de Março de 1880) foi um militar e oficial macaense do Exército Português em Macau, que naquela altura era uma colónia portuguesa. Ele é amplamente lembrado pelo seu papel central na Batalha do Passaleão, travada no dia 25 de Agosto de 1849 contra as forças chinesas que cercaram Macau. Com apenas 32 homens, ele conseguiu derrotar o exército chinês, que era constituído por cerca de 2000 soldados.

## Biografia
Vulgarmente designado por Coronel Mesquita, ele nasceu em Macau, no dia 9 de Julho de 1818, sendo filho de uma antiga família mestiça luso-descendente (ou macaense), que se fixou em Macau na primeira metade do século XVIII.
No dia 9 de Junho de 1835, ingressou voluntariamente no Batalhão do "Príncipe Regente", sendo promovido a segundo-tenente no dia 15 de Julho de 1847.

### Batalha de Passaleão
Esta maravilhosa história, passou-se no dia 22 de Agosto de 1849, o Governador João Ferreira do Amaral, devido à sua dura política de reforço e afirmação da soberania portuguesa sobre Macau, foi assassinado perto das Portas do Cerco por um grupo de chineses armados e, segundo os rumores, ordenados e pagos pelo Vice-Rei de Cantão. Logo após este acontecimento sangrento, as forças militares chinesas começaram a concentrar-se dentro e em redor do forte chinês de Pak-Shan-Lan ou Baishaling (em português: Passaleão), que se localizava perto das Portas do Cerco. Segundo os cálculos dos vigias das fortalezas de Macau, havia naquele forte cerca de 500 soldados e nas elevações vizinhas mais de 1500 homens, com artilharia.
O exército chinês começou bombardear com os seus 20 canhões as Portas do Cerco, naquela altura guarnecida por apenas 120 soldados portugueses e 3 peças de artilharia. O pânico instalou-se na Cidade de Macau, cujos moradores portugueses e macaenses temiam pelo seu fim. Foi neste clima de tensão insuportável que, no dia 25 de Agosto de 1849, o segundo-tenente Vicente Nicolau de Mesquita, autorizado pelo Conselho do Governo (que substituía o Governador assassinado), organizou e liderou uma ofensiva ao forte de Passaleão, com apenas 32 soldados voluntários e apoiada por uma peça de artilharia de montanha, duas peças de artilharia de campanha e dois canhões de uma canhoneira e de uma lorcha. A peça de artilharia de montanha disparou apenas uma vez contra o forte chinês, porque ficou inutilizada com o recuo. Porém, o primeiro e único tiro disparado acertou no local do forte onde se encontravam mais soldados chineses, causando o pânico entre eles. Este pânico foi intensificado por um soldado africano landim, que foi o primeiro a saltar os muros do forte para iniciar o assalto. Os soldados chineses, ao ver um preto, pensaram que viram um diabo e desataram a fugir com medo. Por isso, os 500 ocupantes do forte, confusos e com medo, foram desalojados pelos 32 corajosos soldados portugueses, liderados por Mesquita. As tropas chinesas que estavam perto do forte também se retiraram imediatamente. Esta curta batalha foi, até agora, "o único confronto significativo entre a China do Sul e Macau, durante os mais de quatro séculos de vizinhança".
Devido à sua coragem heróica, ele foi promovido a primeiro-tenente, no dia 12 de Janeiro de 1850. No dia 7 de Fevereiro de 1867, ele foi promovido a tenente-coronel e no dia 27 de Outubro de 1873 foi promovido finalmente a coronel. Profissionalmente, o Coronel Mesquita foi também comandante da Fortaleza da Taipa, do Forte de São Tiago da Barra e da Fortaleza do Monte. Foi também membro do Conselho do Governo e do Conselho da Justiça Militar.

### Anos finais, morte e sepultura
Porém, Mesquita ficou deprimido porque queixava-se da sua promoção lenta e inadequada nos quadros do Exército Português, devido ao facto de ser macaense, e da falta de reconhecimento oficial do seu papel na protecção de Macau. Como resultado, ele sofreu uma série de graves crises nervosas, que o forçou a aposentar-se, oficializada no dia 27 de Novembro de 1873.
Mesmo após a aposentação, ele continuou com as suas crises nervosas e a sua vida ficou cada vez mais deteriorada. No dia 20 de Março de 1880, numa das suas crises de loucura, feriu gravemente dois dos seus filhos e matou a sua esposa Carolina e a sua filha Iluminada. Depois deste acto trágico, ele suicidou-se, sendo o seu corpo encontrado no poço da sua casa no n.º1 da Rua do Lilau, que se situa num bairro antigo de Macau.
Devido às circunstâncias macabras da sua morte, o Governador de Macau rejeitou dar-lhe um funeral militar e o Leal Senado de Macau, em conformidade com os preceitos da Igreja Católica, recusou-lhe a sepultura cristã, determinando que "a sepultura para o coronel deve ser em lugar não bento". Cerca de trinta anos depois, em 1910, ele foi reabilitado pelo Juízo Eclesiástico e, em conformidade com a opinião pública sobre a importância deste homem na história de Macau, os seus restos mortais foram transladados, no dia 28 de Agosto de 1910, para o Cemitério de São Miguel com todas as honras militares e eclesiásticas.

### Família
Vicente Nicolau de Mesquita era filho do advogado macaense Frederico Albino de Mesquita e de Clara Esmeralda Carneiro, neto paterno de João Mesquita e de Esperança Nunes e neto materno de Vicente José Carneiro e de Rita Joaquina Pereira.
No dia 4 de Setembro de 1835, com apenas 17 anos de idade, casou com Balbina Maria da Silveira (1817–1857), de quem teve 5 filhas:
- Guilhermina Vicência de Mesquita (1836–1842)
- Ana da Purificação de Mesquita (1838–1842)
- Rosalinda Paula de Mesquita (1839–1859)
- Virgínia Rosa de Mesquita (1841–1842)
- Leopoldina Rosa de Mesquita (1842–1937)

Após a morte de Balbina, em 1857, Vicente Nicolau de Mesquita casou em segundas núpcias com a sua cunhada Carolina Maria Josefa da Silveira, de quem teve dois filhos e uma filha:
- Geraldo Vicente de Mesquita (1859–1904)
- Iluminada Maria de Mesquita (1860–1880)
- Francisco Xavier Vicente de Mesquita (1862–1886)

Grande parte dos seus filhos morreram em menor de idade, apenas Geraldo faleceu com 45 anos em 1904 e Leopoldina faleceu nonagenária em 1937. Mas nenhum dos seus filhos deu descendência.

## Condecorações e Homenagem

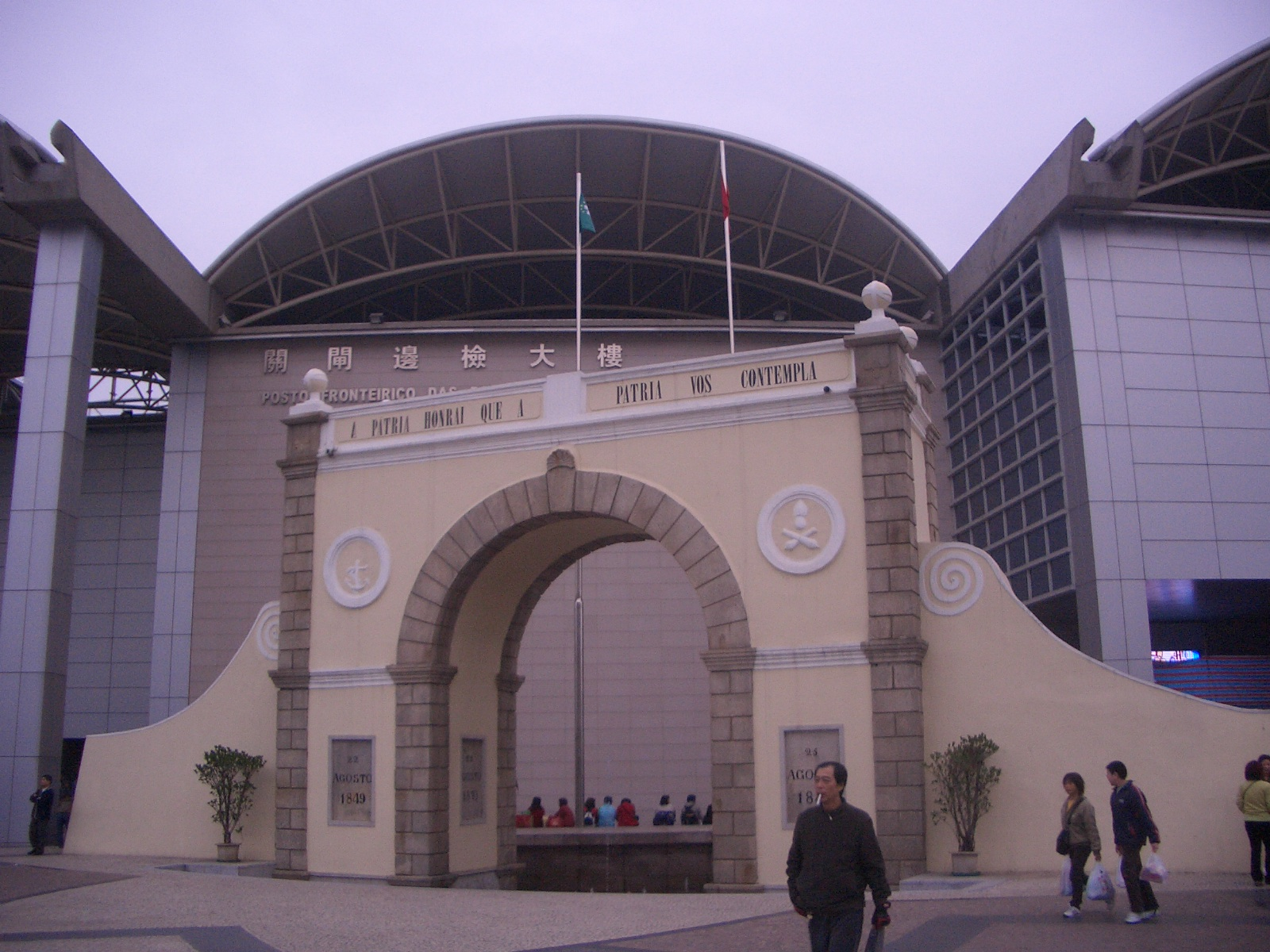
O Arco das Portas do Cerco (edifício de cor amarela).

Em vida, o Coronel Mesquita foi condecorado com os títulos honoríficos de Cavaleiro da Ordem de Nossa Senhora da Conceição de Vila Viçosa (1855), Cavaleiro da Ordem Militar de Avis (1857) e Comendador da Ordem Militar de Avis (1869). Recebeu ainda a Medalha de Prata de Valor Militar e a Medalha de Ouro de Comportamento Exemplar.
Em 1871, o Governo de Macau inaugurou o Arco das Portas do Cerco, que fica próximo da fronteira entre Macau e a China, naquela altura ainda não oficialmente definida. Este arco foi construído com o objectivo de homenagear os feitos heróicos do Governador Ferreira do Amaral e do Coronel Mesquita, estando por isso gravados as datas do assassínio do Governador (22 de Agosto de 1849) e da batalha do Passaleão (25 de Agosto de 1849).
Após a sua morte, foi também baptizada uma via pública com o nome de Avenida do Coronel Mesquita e erigida uma estátua de bronze no Largo do Senado em homenagem a Mesquita, da autoria do escultor português Maximiano Alves. A base da estátua, em pedra, tinha a seguinte inscrição: "Homenagem da Colónia ao Herói Macaense Coronel Vicente Nicolau de Mesquita. 25 de Agosto de 1849. Monumento erigido por subscrição pública e auxílio do Governo da Colónia. Foi inaugurado por ocasião das festas comemorativas do duplo centenário da Fundação e Restauração de Portugal. 24 de Junho de 1940. Oferta do Leal Senado". Porém, na sequência do motim 1-2-3, ocorrido nos dias 1, 2 e 3 de Dezembro de 1966, esta imponente estátua foi arrancada pelos revoltosos chineses. Nunca mais foi reposta, ficando armazenada nas Oficinas Navais até à sua transferência para Portugal, em 1986. Desde então, está guardada pelos Comandos de Portugal no Porto.
Entretanto restaurada a estátua viu novamente a luz do dia 77 anos depois da sua inauguração em Macau e foi exposta publicamente em Oeiras, na Bataria da Lage, em Fevereiro de 2017.
Além da Avenida do Coronel Mesquita e do Arco das Portas do Cerco, resta apenas hoje o pequeno mausoléu ou campa de mármore com o busto do Coronel que lhe presta homenagem. A sua campa decorada situa-se à esquerda da entrada do Cemitério de São Miguel e foi reconstruída pelo Leal Senado de Macau em Junho de 1947. Nos lados laterais e frontal da coluna de mármore que sustenta o busto lê-se: "Vicente Nicolau de Mesquita, heróico defensor de Macau em 25 de Agosto de 1849"; "Erecto por subscripção pública com o concurso da primeira subscripção promovida pela Comunidade Portugueza de Hong Kong em 1884" e "Tomou Passaleão em 25-8-1849. Faleceu em 20-3-1880. Foi transladado em 28-8-1910. Teve nesse dia honras militares e eclesiásticas".